# Willies, Nord
Willies là một xã thuộc tỉnh Nord trong vùng Hauts-de-France phía bắc nước Pháp. Xã này nằm ở khu vực có độ cao trung bình 162 mét trên mực nước biển.
Xã có cự ly 10 km (6,2 mi) đông nam của Maubeuge.